# Takumi Komatsu
Takumi Komatsu (japanisch 小松 拓幹 Komatsu Takumi; * 9. April 1997) ist ein japanischer Fußballspieler.

## Karriere
Takumi Komatsu erlernte das Fußballspielen in der Universitätsmannschaft der Ritsumeikan-Universität. Seinen ersten Vertrag unterschrieb er im Februar 2020 bei Kamatamare Sanuki. Der Verein aus Takamatsu, einer Großstadt in der Präfektur Kagawa auf der Insel Shikoku, spielte in der dritten japanischen Liga, der J3 League. Sein Drittligadebüt gab Takumi Komatsu am 2. September 2020 im Auswärtsspiel gegen den SC Sagamihara. Hier stand er in der Startelf und wurde in der 60. Minute gegen Takaharu Nishino ausgewechselt.